# گاگیک اوسکانیان
گاگیک شاوارشی اوسکانیان (ارمنی: Գագիկ Շավարշի Ոսկանյան؛ زادهٔ ۳۰ مهٔ ۱۹۵۰) یک سیاستمدار اهل ارمنستان است که از تاریخ ۱۹۹۹ تا تاریخ ۲۰۰۷ سمت نمایندگی دوره مجلس ملی جمهوری ارمنستان را برعهده داشت.

## زندگی‌نامه
در ۳۰ مه ۱۹۵۰ در سیسیان به دنیا آمد و از دانشگاه ملی علوم کشاورزی ارمنستان فارغ‌التحصیل گشت. 

## یادداشت
1. ↑  ՀՀ Վերահսկիչ պալատի խորհրդի անդամ
2. ↑  (2-րդ) ՀՀ Ազգային ժողովի վերահսկիչ պալատի նախագահ
3. ↑  ՀՀ վերահսկիչ պալատի հիմնադիր նախագահ
4. ↑  (2-րդ) ՀՀ Ազգային ժողովի «Միասնություն» խմբակցության քարտուղար